# ТЕЦ Каролін
ТЕЦ Каролін (ЕС-2) – теплоелектроцентраль в центральній Польщі у місті Познань.

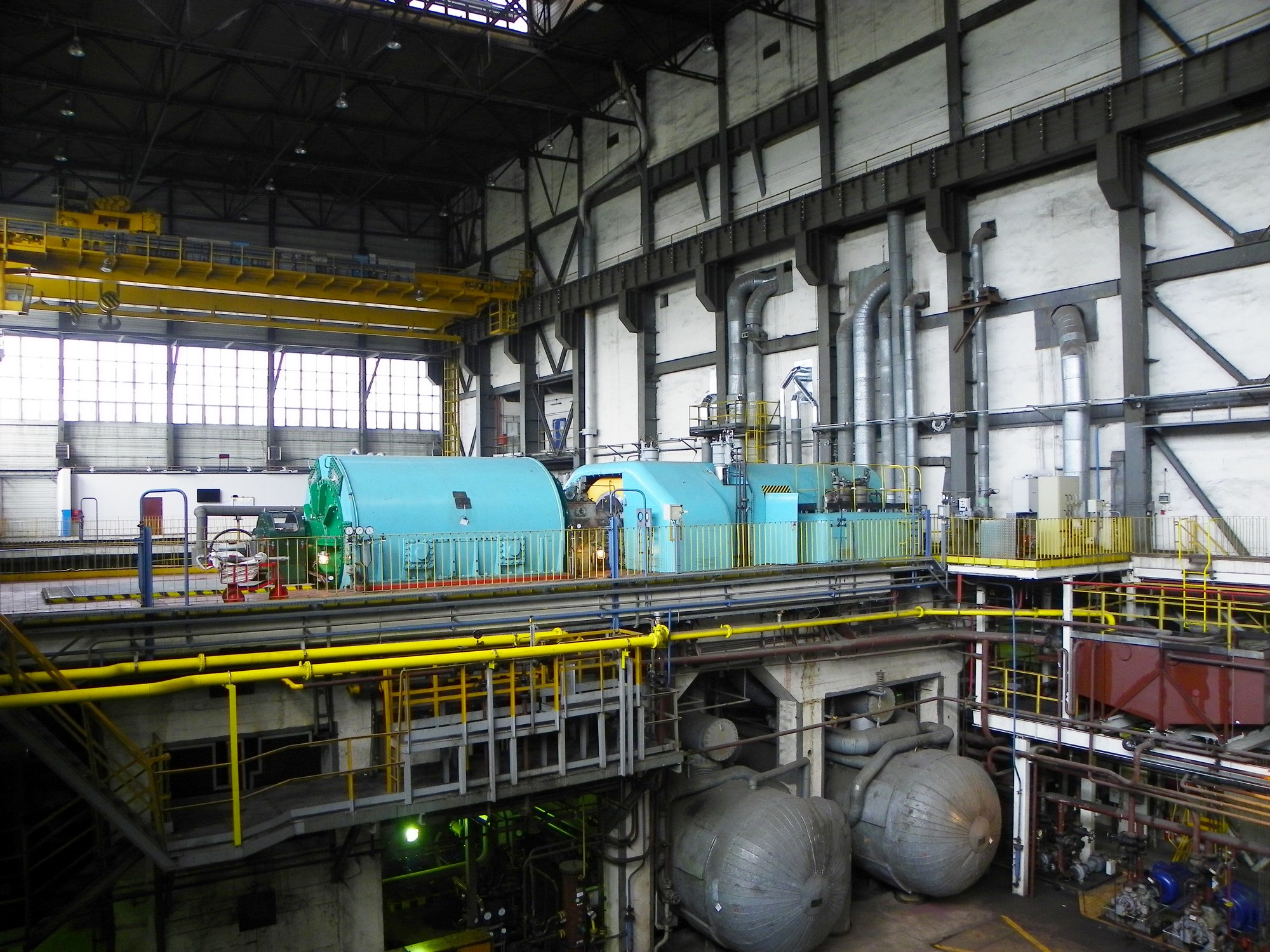
Турбіна блоку №1

З 1929-го в Познані працювала електростанція Гарбарі, яка з кінця 1950-х також стала постачати теплову енергію. Зрослі потреби в останній зумовили запуск 1975-го котельні Каролін, обладнаної водогрійними котлами. У 1985-му зі введенням в експлуатацію енергоблоку ВС-50 майданчик Каролін перетворився на теплоелектроцентраль. Зазначений блок мав два вугільні котли ОР-140 виробництва Rafako (Рацибуж) та теплофікаційну турбіну ельблонзького заводу Zamech типу 13UP65 потужністю 49 МВт.
В 1991-му став до ладу більш потужний блок ВС-100, котрий мав паровий котел ОР-430 того ж виробника та турбіну Zamech 13UC100 потужністю 100 МВт. А в 1998-му запустили блок ВК-100 з котлом ОР-430 та турбіною Zamech 13UC105К потужністю 120,5 МВт.
В 2011-му один з котлів блоку № 1 модернізували з використанням технології бульбашкового киплячого шару до рівня BFB-110 та перевели на біомасу. 
Наразі теплова потужність станції рахується як 791 МВт, з яких 270 МВт приходяться на два мазутні водогрійні котли PTWM-180, а ще 12 МВт на невеликий водогрійний котел на дизельному пальному.
Для видалення продуктів згоряння спорудили димар висотою 205 метрів, при цьому котел на біомасі має власний димар заввишки 61 метр.
Зв’язок із енергосистемою відбувається по ЛЕП, розрахованій на роботу під напругою 110 кВ.